# COREMO
COREMO (Revolutionair Comité van Mozambique) was een Mozambikaans bevrijdingsfront dat in 1964 ontstond als gevolg van een scheuring binnen het FRELIMO (Volksbevrijdingsfront van Mozambique) onder leiding van J.C. Gwambe. Het waren vooral oud-leden van UDE-NAMO en MANC (twee voormalige verzetsgroepen die in 1962 tot het FRELIMO waren toegetreden) die tot het COREMO toetraden.
COREMO beschuldigde FRELIMO van een "reactionaire instelling" en bepleitte radicale hervormingen in Mozambique, wanneer dit land bevrijd zou zijn van de Portugezen. In de jaren '70 ging een deel van het COREMO op in RENAMO.